# 조영암
조영암(趙靈巖, 1918. 5. 27 ~ ?)은 한국의 승려이자 시인, 작가이다.

## 생애
조영암(趙靈巖)은 1918년 5월 27일 강원도 회양에서 태어났으며, 본명은 조승원(趙乘元) 또는 조성원(趙星元)이다. 용정의 대성중학을 나왔다. 15세에 건봉사(乾鳳寺) 김일우(金一愚) 대강백의 은상좌가 되었다. 19세에 월정사(月精寺)에서 백초월(白初月, 1878~1944)의 전강을 받았고, 20세에 동학사 강주에 취임했다. 1943년 혜화전문을 졸업했다. 해방 후 북한에서 교사를 하다가 1948년 월남하였다.
건봉사의 승려로 있을 때 한용운‧조영출 등의 영향을 받아 문학에 입문하여, 1938년 『조선일보』에 시 「파초」를 발표하였다. 한국전쟁 중에는 종군작가로 활동하였다.
건봉사에 부도(浮屠)와 '출정사(出征詞)' 시비가 세워져 있다.

## 주요 작품 및 저서
- 『북한일기(北韓日記)』 (서울, 삼팔사, 1950년 3월 25일)
- 시집 『시산(屍山)을 넘고 혈해(血海)를 건너』 (정음사, 1951)
- 『고당 조만식(古堂 曺晩植)』 (釜山, 政治新聞社, 1953)
- 『신 임꺽정 전(新 林巨正 傳)』1~10권 (1956~1957)
- 『순국선열전서(殉國先烈全書)』 (서울, 協同出版社, 1965)

## 참고 자료
- 만해학회 ‘만해 한용운과 조영암’ 세미나 불교닷컴  2016.07.25
- “조영암, 만해문학 계보 계승… 연구 주목”  현대불교 2016.07.29

만해학회, 7월 29일 ‘만해 한용운과 영암’ 주제 세미나